# Responsabilidades comunes pero diferenciadas
Las responsabilidades comunes pero diferenciadas (CBDR, por sus siglas en inglés, Common But Differentiated Responsibilities) es un principio establecido en la Convención Marco de las Naciones Unidas sobre el Cambio Climático (CMNUCC) y negociado en la Cumbre de la Tierra en Río de Janeiro, 1992. El principio CBDR se menciona en el párrafo 1 del artículo 3 de la CMNUCC, y el párrafo 1 del artículo 4. El principio CBDR reconoce que todos los estados tienen una responsabilidad en abordar los desafíos del cambio climático, pero concede que no todos los países tienen las mismas obligaciones ni responsabilidades respecto de esos desafíos. Este es un principio fundamental de las negociaciones vinculadas al cambio climático.
El principio reconoce la disparidad de la contribución al problema del cambio climático entre países desarrollados y países en desarrollo. Los mayores niveles de industrialización de los países desarrollados implica que estos históricamente generaron más emisiones de gases de efecto invernadero (GEI). Los países acordaron en las negociaciones internacionales invertir en medidas de mitigación del cambio climático, lo que implica reducir las actividades industriales que emiten GEI. Esto afecta de manera desigual a los países en vías de desarrollo, que son los que menos han contribuido históricamente con las emisiones de gases de efecto invernadero. El principio de responsabilidades comunes pero diferenciadas se basa en el reconocimiento de esta disparidad en la contribución al problema. La contribución histórica al cambio climático y la capacidad respectiva se convierten en medidas de responsabilidad para la protección del medio ambiente.
El concepto de CBDR evolucionó de la noción de "interés común" de la Comisión Interamericana del Atún Tropical de 1949 y del "patrimonio común de la humanidad" de la Convención de las Naciones Unidas sobre el Derecho del Mar de 1982.

## Objetivos
El CBDR tiene tres objetivos: generar igualdad sustantiva en un marco de justicia, fomentar la cooperación entre los estados y proporcionar incentivos para que los estados implementen sus obligaciones.
En la Cumbre de la Tierra, se estableció el principio CBDR para advertir que la contaminación está más allá de las fronteras y lograr la protección del medio ambiente a través de la cooperación. CMNUCC 1992, artículo 3 párrafo 1, "Las Partes deben proteger el sistema climático en beneficio de las generaciones presentes y futuras de la humanidad, sobre la base de la equidad y de acuerdo con sus responsabilidades comunes pero diferenciadas y sus respectivas capacidades. En consecuencia, las Partes que son países desarrollados deben tomar la iniciativa en la lucha contra el cambio climático y sus efectos adversos".

## Antecedentes
El CBDR no fue el primer principio de trato diferenciado en los acuerdos internacionales. Otros protocolos emplearon un principio similar.
- Protocolo de Montreal relativo a las sustancias que agotan la capa de ozono (Protocolo de Montreal)
- Tratado Naval de Washington
- Parte IV del Acuerdo General sobre Aranceles Aduaneros y Comercio (GATT) de 1979[7]
- Principio 23 de la Declaración de la Conferencia de las Naciones Unidas sobre el Medio Humano de 1972.[8]